# Tobias Asser

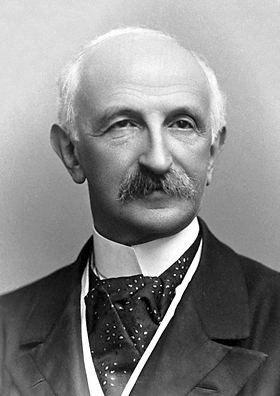
Tobias Asser

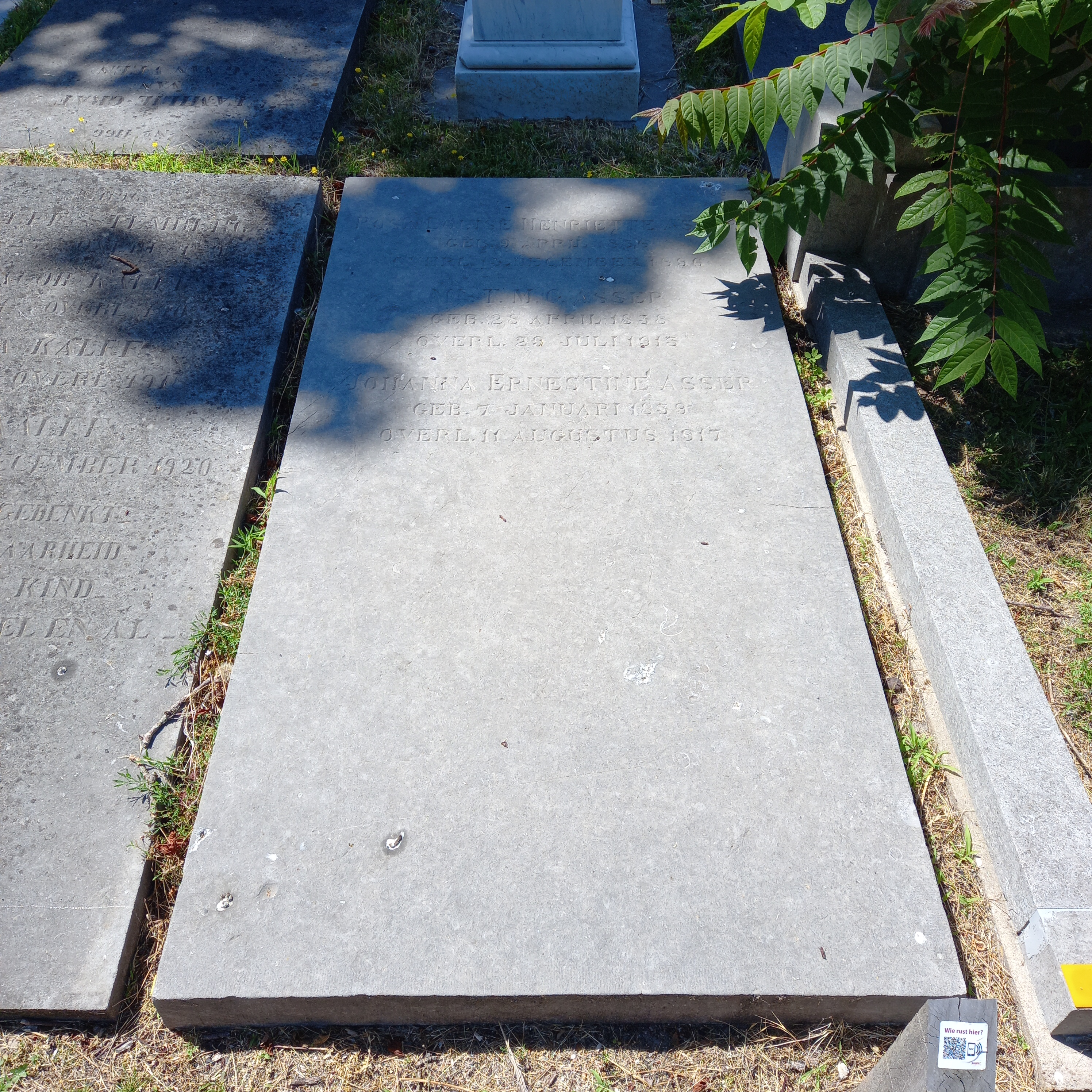
Das Grab von Tobias Asser und seiner Ehefrau Johanna Ernestina auf dem Friedhof Oud Eik en Duinen in Den Haag

Tobias Michael Carel Asser (* 28. April 1838 in Amsterdam; † 29. Juli 1913 in Den Haag) war ein niederländischer Jurist und Politiker. Er profilierte sich insbesondere im Bereich des internationalen Zivilrechts und erhielt 1911 den Friedensnobelpreis für seine Verdienste um die Einrichtung des Ständigen Schiedshofes in Den Haag.

## Leben
Tobias Asser stammte aus einer wohlhabenden niederländischen jüdischen Juristenfamilie, sein Vater und Großvater praktizierten als Anwälte, ein Onkel war Justizminister. Er studierte Jura am Athenaeum Illustre in Amsterdam, aus dem 1876 die Universiteit van Amsterdam entstand, und promovierte hier im Jahr 1860. Noch im selben Jahr wurde er Mitglied einer internationalen Kommission, die über die Abschaffung von Zöllen auf dem Rhein verhandelte. Nachdem er für kurze Zeit als Anwalt praktizierte, lehrte er ab 1862 Zivilrecht am Athenaeum in Amsterdam. Nachdem aus dieser Einrichtung die Universität von Amsterdam entstanden war, hatte er bis 1893 den Lehrstuhl für Internationales Recht und Wirtschaftsrecht inne.
In der niederländischen Politik war er ab 1875 als juristischer Berater des Außenministeriums, ab 1893 als Mitglied des Staatsrates und von 1904 bis zu seinem Tod als Minister ohne Ressort tätig. Er beschäftigte sich im Laufe seiner Karriere insbesondere mit dem internationalen Zivilrecht, wobei er sich für eine weitgehende internationale Vereinheitlichung einsetzte.
Zusammen mit dem Engländer John Westlake und dem Belgier Gustave Rolin-Jaequemyns begründete er die Ende 1868 erstmals erschienene Revue de Droit International et de Legislation Comparée (Zeitschrift für Vergleichendes und Internationales Recht), bei der es sich um die erste akademische Zeitschrift im Bereich des internationalen Rechts handelte. Im September 1873 zählte er zu den 11 Juristen, die in der belgischen Stadt Gent das Institut de Droit international (Institut für Völkerrecht) gründeten, eine Institution, der 1904 der Friedensnobelpreis verliehen wurde. Im Jahr 1898 leitete er die in Den Haag stattfindende 18. Sitzung des Instituts.
Mit Unterstützung der niederländischen Regierung organisierte Tobias Asser zwischen 1893 und 1904 eine Reihe von internationalen Konferenzen in Den Haag, die von Repräsentanten der meisten europäischen Staaten besucht wurden. Dort gelang es erstmals, internationale Verträge über die Vereinheitlichung der Durchführung von Zivilprozessen und des Familienrechts abzuschließen. In den Jahren 1899 und 1907 war Tobias Asser niederländischer Delegierter bei den Haager Friedenskonferenzen, wo er entscheidend an der Einrichtung des Ständigen Schiedshofes in Den Haag beteiligt war, dem er auch bei der ersten Verhandlung im Jahr 1902 angehörte.
1904 wurde ihm der Ehrentitel eines Staatsministers verliehen. Die Amerikanische Gesellschaft für internationales Recht ernannte ihn 1910 zu ihrem Ehrenmitglied. Ein Jahr später erhielt er zusammen mit Alfred Hermann Fried den Friedensnobelpreis für seine Leistungen bei der Einrichtung des Ständigen Schiedshofs. Darüber hinaus wurde er von mehreren Universitäten mit der Ehrendoktorwürde ausgezeichnet, darunter die University of Edinburgh, die Universität Cambridge, die Universität Bologna und die Friedrich-Wilhelms-Universität Berlin. 1899 wurde er zum assoziierten Mitglied der Königlichen Akademie der Wissenschaften und Schönen Künste von Belgien gewählt.
Er heiratete 1864 Johanna Ernestina Asser (1839–1917). Ihr Sohn hieß Carel Daniel Asser (1866–1939).
Seine Nichte war die Pazifistin Hetta Gräfin Treuberg (geb. Kaufmann-Asser).
Sein Grab befindet sich auf dem niederländischen Friedhof Oud Eik en Duinen in Den Haag.

## Werke (Auswahl)
- Schets van het internationaal privaatregt. Haarlem 1879; deutsche Ausgabe: Das internationale Privatrecht. Weidmann, Berlin 1880
- Studien op het gebied van rechten staat. Haarlem 1889
- La codification du droit international privé. Haarlem 1901
- La Convention de la Haye du 14 novembre 1896. Bohn, Harlem 1901